# 安藤正浩
安藤 正浩（あんどう まさひろ、1958年10月8日 - ）は、日本のアニメーター、キャラクターデザイナー。
愛知県名古屋市出身。血液型はA型。名古屋芸術大学商業デザイン科卒業。東映動画（現・東映アニメーション）出身。

## 参加作品

### テレビアニメ
- パタリロ!（1982 - 1983）動画（41話）
- メイプルタウン物語（1986 - 1987）作画監督（10話、16話、19話、33話、39話、45話、51話）
- 新メイプルタウン物語 パームタウン編（1987）キャラクターデザイン、作画監督（2話、33話、39話、40話、45話、46話）、原画（12話）
- 愛の若草物語（1987）原画（33話）
- ビックリマン（1987 - 1989）作画監督（14話、21話、27話、33話、39話、45話、52話、60話、67話、74話）
- 新ビックリマン（1989 - 1990）作画監督（6話、12話、18話）
- アイドル天使ようこそようこ（1990 - 1991）原画（40話、43話）
- きんぎょ注意報!（1991 - 1992）作画監督（11話B、17話A、23話、29話B、34話、39話A、45話B、51話A、最終話A）、原画（17話、23話）
- 美少女戦士セーラームーン（1992 - 1993）作画監督（11話、16話、23話、27話、33話、40話）
- 美少女戦士セーラームーンR（1993 - 1994）作画監督（49話、54話、60話、65話、71話、75話、78話、83話）、原画（49話、54話、60話、65話、71話、75話、78話、83話）
- 美少女戦士セーラームーンS（1994 - 1995）作画監督（90話、96話、101話、108話、114話、127話）、原画（90話、96話、101話、108話、114話、122話、127話）
- 美少女戦士セーラームーンSuperS（1995 - 1996）作画監督（132話、138話、144話、150話、153話、160話、164話）
- 美少女戦士セーラームーンセーラースターズ（1996~1997）作画監督（170話）、原画（170話）
- Serial experiments lain（1998）原画（2話、8話、10話、12話、13話）
- TRIGUN（1998）原画（6話）
- 宇宙海賊ミトの大冒険（1999）原画（13話）
- 宇宙海賊ミトの大冒険2人の女王様（1999）作画監督（3話、13話）、原画（OP、3話、13話）
- 魔法使いTai!（1999）原画（7話）
- ブギーポップは笑わない Boogiepop Phantom（2000）原画（1話、3話、7話、12話）
- NieA_7（2000）原画（6話、10話、12話）
- 真・女神転生デビルチルドレン（2000 - 2001）原画（7話）
- 地球少女アルジュナ（2001）原画（12話）
- 機動天使エンジェリックレイヤー（2001）原画（24話）
- 七人のナナ（2002）原画（1話、4話、7話、14話、16話、補習問題、25話）
- ラーゼフォン（2002）第一原画（25話）
- キノの旅（2003）（1話、2話、3話、6話、8話、9話、10話、11話、12話、13話）
- ぽぽたん（2003）原画（8話、9話）
- 鋼の錬金術師（2003 - 2004）原画（OP1、5話、27話）
- 月詠 -MOON PHASE-（2004）原画（OP）
- Φなる・あぷろーち（2004）OP原画
- 鉄人28号（2004）原画（2話、4話、7話、10話）
- 恋風（2004）原画（1話、3話、7話、9話、11話、13話）
- ぱにぽにだっしゅ!（2005）原画（OP1）
- らいむいろ流奇譚Ｘ CROSS（2005）原画（4話、5話、9話、12話、13話）
- Project BLUE 地球SOS（2006）原画（1話）
- 君が主で執事が俺で（2008）原画（OP、ED、1話、5話、7話、13話）
- モノクローム・ファクター（2008）作画監督（19話、24話）、原画（OP）
- ef - a tale of melodies.（2008）原画（4話）
- 鋼の錬金術師 FULLMETAL ALCHEMIST（2009）作画監督（7話、17話）
- ダンス イン ザ ヴァンパイアバンド（2010）作画監督、原画、ダンス ウィズ ザ ヴァンパイアメイド作画
- フリージング（2011）作画監督（2話、5話、6話、9話、11話、12話）、原画（1話、2話、5話、6話、9話、11話）
- キルミーベイベー（2012）総作画監督（6話、11話）、作画監督（4話、8話）、原画（4話、8話、9話、11話）
- モーレツ宇宙海賊（2012）作画監督（19話）、原画（19話）
- AKB0048（2012）作画監督（3話）、作画監督補佐(5話)、原画(5話)
- 聖闘士星矢Ω（2012）作画監督（31話）、原画（19話、31話）
- この中に1人、妹がいる!（2012）原画（8話）
- さくら荘のペットな彼女（2012）原画（12話）
- 閃乱カグラ（2013）原画（OP、6話、11話、12話）
- 絶園のテンペスト（2013）原画（19話）
- とある科学の超電磁砲S（2013）原画（3話、12話）
- フリージング ヴァイブレーション（2013）原画（OP）
- テンカイナイト（2014）作画監督（2話）、原画（2話）
- 風雲維新ダイ☆ショーグン（2014）原画（12話）
- DRAMAtical Murder（2014）原画（3話）
- オレカバトル (2014) 作画監督（35話）、原画（35話）
- 俺物語!!（2015）原画（2話、5話、8話、11話）
- 長門有希ちゃんの消失（2015）原画（3話、6話、7話）
- フューチャーカード バディファイト100 (2015) 作画監督(25話、35話)、原画（25話、35話）
- ふらいんぐうぃっち（2016）原画（2話、3話、7話）
- ももくり（2016）OP原画、原画（3話、4話）
- 斉木楠雄のΨ難（2016）原画（6話）
- 南鎌倉高校女子自転車部（2017）原画（OP、ED、1話、2話、11話）
- Dies irae（2017）原画（2話、5話、6話）
- ソラとウミのアイダ（2018）原画（5話）
- 通常攻撃が全体攻撃で二回攻撃のお母さんは好きですか?（2019）原画（1話 - 4話）
- オリエント（2022）原画（1話、3話 - 5話、7話 - 15話）

### OVA
- デビルマン 誕生編（1987）作画監督
- デビルマン 妖鳥死麗濡編（1990）作画監督
- 東京BABYLON（1992 - 1994）原画（2話）
- シャーマニックプリンセス（1996）原画（4話、5話、6話）
- それゆけ!宇宙戦艦ヤマモト・ヨーコ（1996）メカニックデザイン
- それゆけ!宇宙戦艦ヤマモト・ヨーコII（1997）メカニックデザイン、OP原画
- アーケードゲーマーふぶき（2002 - 2003）作画監督（2話）
- でんぢゃらすじーさん邪（2012）キャラクターデザイン、総作画監督

### 映画
- FUTURE WAR 198X年（1982）原画
- 宇宙戦艦ヤマト完結編（1983）動画
- 劇場版きんぎょ注意報!（1992）原画
- ウルトラニャン 星空から舞い降りたふしぎネコ（1997）作画監督
- ウルトラニャン2 ハッピー大作戦（1998）作画監督、原画
- 銀河鉄道999 エターナル・ファンタジー（1998）原画
- ウルトラマンM78劇場 Love & Peace（1999）作画監督
- それいけ!アンパンマン アンパンマンとたのしい仲間たち（1999）原画
- デジモンアドベンチャー ぼくらのウォーゲーム!（2000）原画
- デジモンアドベンチャー02 前編・デジモンハリケーン上陸!! ＆後編・超絶進化!!黄金のデジメンタル（2000）原画
- デジモンアドベンチャー02 ディアボロモンの逆襲（2001）原画
- デジモンテイマーズ 冒険者たちの戦い（2001）原画
- キン肉マンII世（2001）原画
- デジモンテイマーズ　暴走デジモン特急（2002）原画
- ラーゼフォン 多元変奏曲（2003）原画
- ONE PIECE 呪われた聖剣（2004）原画
- ONE PIECE THE MOVIE オマツリ男爵と秘密の島（2005）原画